# Vasoldsberg
Vasoldsberg è un comune austriaco di 4 421 abitanti nel distretto di Graz-Umgebung, in Stiria; ha lo status di comune mercato (Marktgemeinde).